# Зої Клусакова-Свободова
Зої Клусакова-Свободова(чеськ. Zoe Klusáková-Svobodová, 4 грудня 1925, Ужгород — 12 грудня 2022) — чеська педагогиня, письменниця, перекладачка та економістка, дочка генерала Людвіка Свободи, президента Чехословаччини 1968–1975, дружина Мілана Клусака, дипломата та багаторічного міністра культури Чехословаччини.

## Життєпис
Народилася в Ужгороді 4 грудня 1925 року другою дитиною в сім'ї Людвіка Свободи та його дружини Ірени, уродженої Стратілової. Старший брат Мирослав народився 15 травня 1924 року. Як і багато дітей офіцерів, вона відвідувала кілька державних шкіл – в Ужгороді, Угерському Броді, Границі та Кромержижі. Навчання в реальній гімназії їй довелося перервати на три роки (листопад 1941 — травень 1945) через переслідування гестапо за співпрацю з військовими десантниками з Радянського Союзу (S1/R). Вона та її мати уникли арешту та переховувалися в різних місцях Моравії – найдовше (1943–1945) у селі Джбаніце (поблизу Моравського Крумлова). Брата Мирослава та ще кількох членів родини розстріляли, більшість близьких родичів ув’язнили в концтаборах. Після війни в 1945 році закінчила гімназію в Кромержижі.
Вона закінчила школу бізнесу при Чеському технічному університеті (ČVUT) в 1949 році. У Радянському Союзі закінчила два курси планування в Московському державному економічному інституті, а потім, після аспірантури при кафедрі політичної економії цього ж інституту, захистила кандидатську дисертацію в лютому 1954 року. Недовго працювала в Чеському технічному університеті на кафедрі проф. Владіміра Кадлеца, а потім в Економічному університеті на кафедрі політичної економії. У 1955 році призначена на посаду доцента, а в 1955–59 роках виконувала обов’язки заступника декана з науково-дослідної роботи першого факультету економічного університету.
У своїй науковій діяльності зосереджувалася на питаннях економіки сільського господарства, кооперації та поділу праці, особливо на питаннях про оптимальні розміри кооперативних сільськогосподарських підприємств (дослідження НДІ економіки сільського господарства сільськогосподарської академії наук).
Під час перебування в Женеві (1959–62, де вона разом із чоловіком була делегаткою Чехословаччини в ООН) вона зосередилася на питанні сільського господарства в інтеграції країн ЄЕС. Після повернення з Женеви та під час наукового стажування в Економічному інституті Чехословацької академії наук очолювала групу з дослідження питань інтеграції сільського господарства країн ЄЕС. Вона також працювала над подібними темами в Інституті міжнародної політики та економіки Міністерства закордонних справ, де працювала незалежною дослідницею у 1964–1966 роках.
Після дворічного перебування в Нью-Йорку (1967–68), де її чоловік був послом, постійним представником Чехословацької Республіки в ООН, вона знову читала лекції з питань політичної економії в Економічному університеті. Була тренеркою абітурієнтів, членкинею різноманітних педагогічних комісій. У 1973 р. рішенням вченої ради Економічного університету призначена на посаду професора за кафедрою політичної економії. У той же час вона перевелася на філософський факультет Карлового університету, де читала лекції з політичної економії та світової економіки.
Після 1984 року вона вийшла на пенсію і зосередилася на історичних питаннях. Вона підготувала до друку другий том спогадів свого батька Людвіка Свободи Cestami života II та друге видання першого тому Cestami života I. Написала біографію Людвіка Свободи, підготувала до друку його «Щоденник з війни»  і свою меморіальну книгу «Про те, що було». Була почесною президенткою товариства «Людвік Свобода», заснованого бойовими побратимами Людвіка Свободи. Вона була багаторічною членкинею ČSBS (чеської асоціації, що об’єднує учасників національно-визвольного руху у Другій світовій війні та тих, хто пережив її) і ČSOL (асоціації, що об’єднує ветеранів чехословацького зовнішнього та внутрішнього опору часів Другої світової війни, ветеранів війни армії Чеської Республіки).
Її дочка Люда Клусакова (1950–2020) була істориком.

## Нагороди
З нагоди Дня ветеранів війни (День пам'яті загиблих у Першій світовій війні) у 2019 році отримала Хрест оборони держави.

## Роботи
- KLUSÁKOVÁ-SVOBODOVÁ, Zoe. O tom, co bylo. Praha: Mladá Fronta, 2005. 214 s. ISBN 80-204-1190-9.
- KLUSÁKOVÁ – SVOBODOVÁ, Zoe. Ludvík Svoboda – Životopis. Kroměříž: Kroměříž, 2005. 47 s. Dostupné v archivu pořízeném dne 2014-03-15. ISBN 80-239-4706-0.
- KLUSÁKOVÁ-SVOBODOVÁ, Zoe. Světová ekonomika. Praha: Svoboda, 1984. 382 s.
- KLUSÁKOVÁ-SVOBODOVÁ, Zoe; GOULLI, Rochdi. Zemědělství zemí Beneluxu a společný agrární trh EHS. Praha: Ekonomický ústav ČSAV, 1968. 161 s.